# Сант’Антонио ин Боско
Сант’Антонио ин Боско је насеље у Италији у округу Трст, региону Фурланија-Јулијска крајина.
Према процени из 2011. у насељу је живело 433 становника. Насеље се налази на надморској висини од 190 м.